# Сату-Мік (Арад)
Сату-Мік (рум. Satu Mic) — село у повіті Арад в Румунії. Входить до складу комуни Шиліндія.
Село розташоване на відстані 390 км на північний захід від Бухареста, 48 км на північний схід від Арада, 138 км на захід від Клуж-Напоки, 83 км на північний схід від Тімішоари.

## Населення
За даними перепису населення 2002 року у селі проживали 225 осіб.
Національний склад населення села:
| Національність | Кількість осіб | Відсоток |
| -------------- | -------------- | -------- |
| румуни         | 137            | 60,9%    |
| угорці         | 87             | 38,7%    |

Рідною мовою назвали:
| Мова      | Кількість осіб | Відсоток |
| --------- | -------------- | -------- |
| румунська | 137            | 60,9%    |
| угорська  | 86             | 38,2%    |